# ديف نيدام (ملاكم)
ديف نيدام (بالإنجليزية: Dave Needham) كان ملاكم محترف إنجليزي صنّف ضمن فئة وزن الريشة. حقق الميدالية الذهبية في دورة ألعاب الكومنولث البريطانية 1970.

## إحصائيات
خاض خلال مسيرته 39 نزالا، فاز في 30 وتعادل في 1 وخسر في 8. فاز بالضربة القاضية في 10 نزالا.

## الميداليات
| الميدالية | المسابقة                             |
| --------- | ------------------------------------ |
| ذهبية     | دورة ألعاب الكومنولث البريطانية 1970 |

## روابط خارجية
- ديف نيدام على موقع بوكس ريك (الإنجليزية) (registration required)